# 舍嫩韋德
舍嫩韋德是瑞士的城鎮，位於該國北部，由索洛圖恩州負責管轄，面積3.73平方公里，海拔高度386米，2012年人口4,828，四成人口信奉羅馬天主教，人口密度每平方公里1294人。

## 外部連結
- Official website （页面存档备份，存于） （德文）